# K-1 WORLD MAX 2008 World Championship Tournament FINAL16
K-1 WORLD MAX 2008 World Championship Tournament FINAL16は、K-1 WORLD MAXの大会の一つ。2008年4月9日、広島グリーンアリーナで開催された。

## 大会概要
ベスト8進出をかけてトーナメント1回戦が行われた。現王者アンディ・サワーはマイク・ザンビディスに苦戦したが、延長ラウンドでザンビディスをKOした。ブアカーオ・ポー.プラムックとアルバート・クラウスの元王者同士の対決は延長ラウンドの末、ブアカーオが勝利した。メインイベントでは魔裟斗がヴァージル・カラコダに右フックでKO勝ちを収めた。
K-1 WORLD YOUTH特別試合では、HIROYAと藤鬥嘩裟の対決が行われ、HIROYAが判定勝ちを収めた。

## 試合結果
オープニングファイト（K-1ルール・3分3R）
○  瀧谷渉太 vs.  ヴィッタリー・リスニアク ×
3R終了 判定2-1（30-29、30-29、29-30）
オープニングファイト（K-1ルール・3分3R）
○  山本優弥 vs.  マルフィオ・"ザ・ウォーリヤータイガー"・カノレッティ ×
3R終了 判定3-0（30-27、30-28、30-28）
第1試合 World Championship Tournament FINAL16（K-1ルール・3分3R）
○  ドラゴ vs.  GORI ×
3R 2:56 KO（3ノックダウン：左フック）
第2試合 World Championship Tournament FINAL16（K-1ルール・3分3R）
○  城戸康裕 vs.  イム・チビン ×
1R 0:40 KO（右膝蹴り）
第3試合 World Championship Tournament FINAL16（K-1ルール・3分3R）
○  ウォーレン・スティーブルマンズ vs.  サロ・"ザ・シシリアンドン"・プレスティ ×
2R 1:06 KO（左ボディフック）
第4試合 World Championship Tournament FINAL16（K-1ルール・3分3R）
○  アンディ・サワー vs.  マイク・ザンビディス ×
延長R 2:05 KO（左ハイキック）
第5試合 K-1 WORLD YOUTH特別試合（K-1 WORLD YOUTHルール・3分3R）60kg契約
○  HIROYA vs.  藤鬥嘩裟 ×
3R終了 判定3-0（30-28、30-29、30-29）
第6試合 World Championship Tournament FINAL16（K-1ルール・3分3R）
○  佐藤嘉洋 vs.  ムラット・ディレッキー ×
3R終了 判定3-0（30-29、30-29、30-29）
第7試合 World Championship Tournament FINAL16（K-1ルール・3分3R）
○  アルトゥール・キシェンコ vs.  ジョーダン・タイ ×
延長R終了 判定3-0（10-9、10-9、10-9）
第8試合 World Championship Tournament FINAL16（K-1ルール・3分3R）
○  ブアカーオ・ポー.プラムック vs.  アルバート・クラウス ×
延長R終了 判定3-0（10-9、10-9、10-9）
第9試合 World Championship Tournament FINAL16（K-1ルール・3分3R）
○  魔裟斗 vs.  ヴァージル・カラコダ ×
3R 0:22 KO（右フック）